# Piriqueta constellata
Piriqueta constellata är en passionsblomsväxtart som beskrevs av M.M. Arbo. Piriqueta constellata ingår i släktet Piriqueta och familjen passionsblomsväxter. Inga underarter finns listade i Catalogue of Life.